# Obręb Ochronny Hwoźna
Obręb Ochronny Hwoźna – jeden z dwóch obrębów Białowieskiego Parku Narodowego. Obejmuje jego najnowszą część i został utworzony w 1996 roku na bazie terenów przejętych od Lasów Państwowych. Zajmuje 5158,21 ha powierzchni. Swoją nazwę bierze od ograniczającej go od południa rzeczki Hwoźnej, oddzielającej go od najstarszej części Białowieskiego Parku Narodowego – Obrębu Ochronnego Orłówka.
Teren obrębu jest w większości porośnięty lasami. Przeważają drzewostany sosnowe (31% powierzchni), świerkowe (prawie 19%) i z dębem jako gatunkiem panującym (11%).
W przeciwieństwie do Obrębu Ochronnego Orłówka, którego zwiedzanie podlega ścisłym ograniczeniom, Obręb Ochronny Hwoźna jest w większej części dostępny dla turystów, którzy mogą się po nim poruszać bez przewodnika. Na terenie obrębu istnieje 20 km szlaków pieszych i 14 km szlaków rowerowych.
Obręb Ochronny Hwoźna dzieli się na 4 Obwody Ochronne (odpowiednik leśnictw w lasach zagospodarowanych) o łącznej powierzchni 5.158,21 ha:
- Zamosze (leży w całości na obszarze gm. Narewka) o powierzchni 1.379,52 ha
- Masiewo (leży w całości na obszarze gm. Narewka) o powierzchni 1.120,20 ha
- Gruszki (leży w całości na obszarze gm. Narewka) o powierzchni 1.425,63 ha
- Cupryki (leży częściowo na obszarze gm. Narewka, a częściowo (na południe od Granicznej Tryby) na obszarze gm. Białowieża) o powierzchni 1.232,77 ha

Każdy obwód ochronny dzieli się na dwa obchody ochronne (za które odpowiadają konserwatorzy obchodów).
Siedziba administracji Obrębu Ochronnego Hwoźna znajduje się w osadzie Zamosze, w południowej części Polany Masiewskiej.